# Liang Dong Chow
Liang Dong Chow (romanización de chino simplificado:仇良栋 (1944) es un botánico chino, siendo especialista taxonómico en la familia Aristolochiaceae, en especial el género Aristolochia.
- La abreviatura «L.D.Chow» se emplea para indicar a Liang Dong Chow como autoridad en la descripción y clasificación científica de los vegetales.[3]